# Nickby

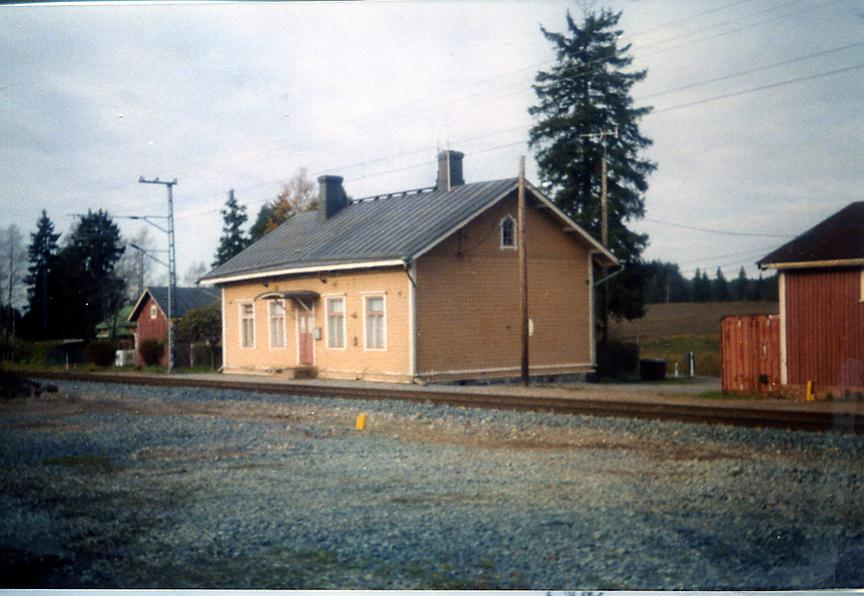
Stationshuset i Nickby

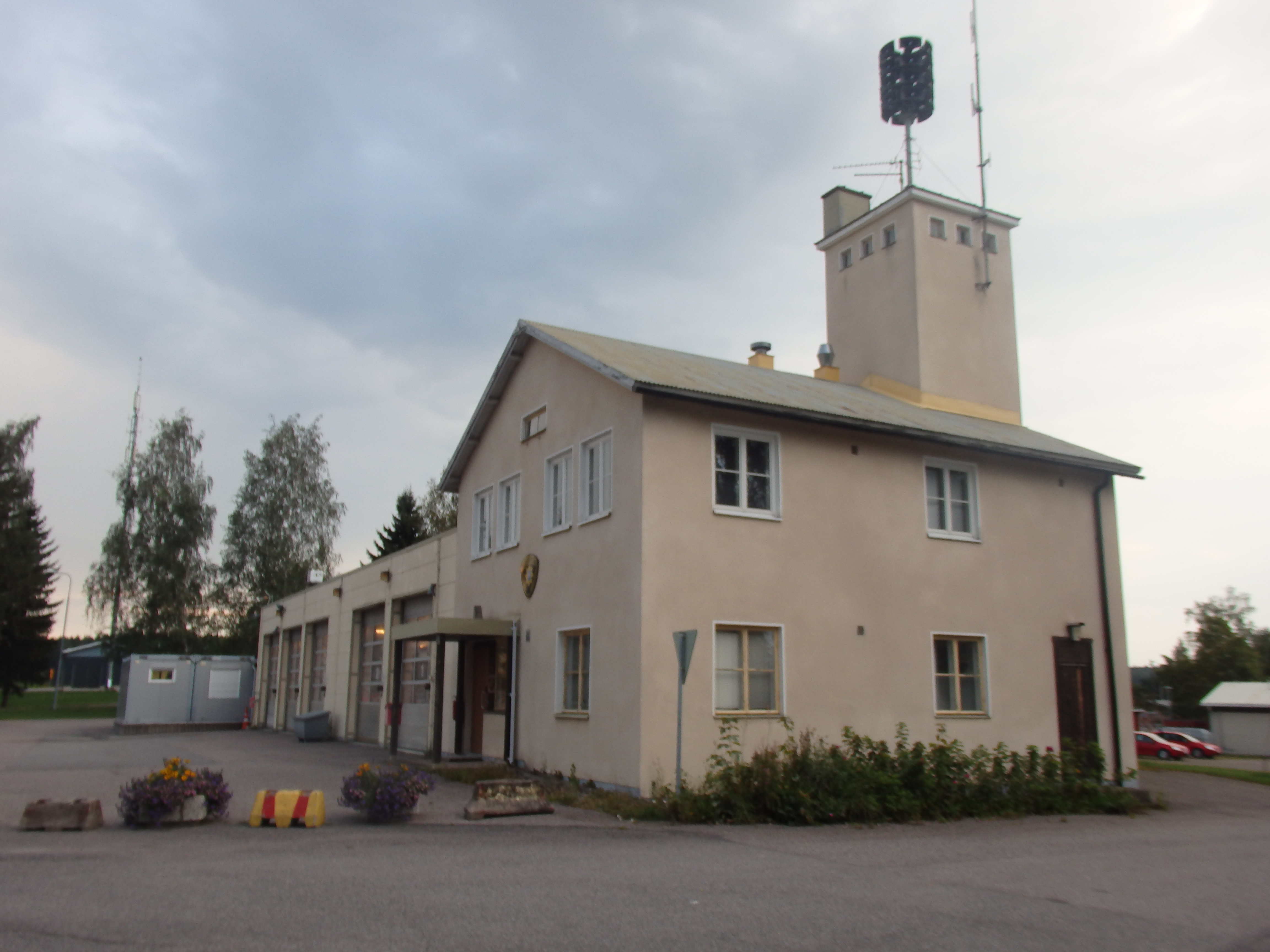
Nickby brandstation

Nickby (finska: Nikkilä) är en by med godsstation i Sibbo kommun.
Nickby är med sina dryga 4 000 invånare centralort i Sibbo. Här finns två kyrkor (en medeltida från 1470-talet, en från 1885). På orten fungerade mellan åren 1914 och 1999 Helsingfors Sjukhus Nickby som var Finlands största. I Nickby finns också två högstadie- och två gymnasieskolor.